# Andrea Abodi
Andrea Abodi (ur. 27 marca 1960 w Rzymie) – włoski menedżer i działacz sportowy, od 2022 minister do spraw sportu i młodzieży.

## Życiorys
Ukończył studia z ekonomii i handlu na Uniwersytecie LUISS w Rzymie. W 1986 został profesjonalnym dziennikarzem w ramach zrzeszenia dziennikarzy w Lacjum. W trakcie kariery zawodowej obejmował różne stanowiska menedżerskie i dyrektorskie. Był dyrektorem do spraw marketingu we włoskim oddziale firmy specjalizującej się w organizacji dużych imprez. Później kierował we Włoszech spółką TWI, wchodzącą w skład międzynarodowej grupy IMG. Należał do założycieli przedsiębiorstwa Media Partners Group, pełnił funkcję prezesa w kilku spółkach prawa handlowego. W latach 2002–2008 był członkiem rady dyrektorów w Coni Servizi, spółce publicznej zajmującej się rozwojem sportu. Jako wiceprezes wykonawczy i dyrektor generalny brał udział w organizacji mistrzostw świata w baseballu mężczyzn w 2009.
W latach 2010–2017 pełnił funkcję prezesa Lega Nazionale Professionisti B, zrzeszenia klubów piłkarskich występujących w Serie B. W 2017 został prezesem Istituto per il Credito Sportivo, instytucji zajmującej się m.in. finansowaniem rozwoju sportu i obiektów sportowych.
W październiku 2022 objął urząd ministra bez teki do spraw sportu i młodzieży w utworzonym wówczas rządzie Giorgii Meloni.